# Тобар, Армандо
Армандо Сегундо Тобар Варгас (исп. Armando Segundo Tobar Vargas; 7 июня 1938, Винья-дель-Мар — 18 ноября 2016, там же) — чилийский футболист, игравший на позиции крайнего нападающего, двукратный чемпион Чили, бронзовый призёр чемпионата мира 1962 года.

## Биография

### Клубная карьера
Начинал играть в футбол в родном городе в клубе «Крус Верде» из района Санта-Инес, позже перешёл в юношескую команду более известного местного клуба «Эвертон».
В 1954 году присоединился к «Сантьяго Уондерерс», в его составе выигрывал золотые медали чемпионата Чили (1958) и два Кубка страны (1959 и 1961).
В 1962 году перешёл в столичный «Универсидад Католика», в его составе также становился чемпионом страны, в 1966 году. В 1968—1969 годах исполнял обязанности главного тренера клуба, после отъезда прежнего тренера Фернандо Риеры в Испанию, и одержал победу в двухматчевом противостоянии за выход в Кубок Либертадорес над принципиальным соперником «Универсидад де Чили». В Кубке Либертадорес в 1962—1969 годах сыграл 23 матча и забил 7 голов.
За всю свою карьеру забил 132 гола в высшем дивизионе чемпионата Чили. По состоянию на 2016 год занимает 30-е место в списке лучших бомбардиров турнира за всю историю.
После окончания игровой карьеры продолжил работать тренером, в том числе возглавлял клубы «Уачипато», «О’Хиггинс», «Аудакс Итальяно», «Сантьяго Уондерерс», «Эвертон» из Вилья-дель-Мар и «Рейнджерс» (Талька).

### Карьера в сборной
В составе национальной сборной принимал участие в двух чемпионатах Южной Америки (1959 и 1967) и двух чемпионатах мира. Первый[уточнить] гол за сборную забил 21 марта 1959 года в матче чемпионата Южной Америки против Перу (1:1).
В 1962 году на домашнем чемпионате мира начинал как запасной игрок, в ходе турнира пробился в основной состав и сыграл в четырёх матчах, в том числе в четвертьфинале, полуфинале и матче за третье место, и стал обладателем бронзовых медалей. Спустя четыре года, на чемпионате мира в Англии, вышел на поле в одном матче на групповой стадии против Италии.
Всего в национальной команде принял участие в 42 матчах и забил 5 голов.
Был женат на Марии Боххиано, в браке с которой имел дочь. В последние 12 лет своей жизни страдал от болезни Альцгеймера. .

## Достижения
- Бронзовый призёр чемпионата мира: 1962
- Чемпион Чили: 1958, 1966
- Обладатель Кубка Чили: 1959, 1961